# Гернен
Гернен (нід. Hernen) — село в нідерландській провінції Гелдерланд. Входить до муніципалітету Віхен.
Перша згадка про поселення датується 1214-им роком. До 1818 року мало статус окремого муніципалітету.

## Галерея

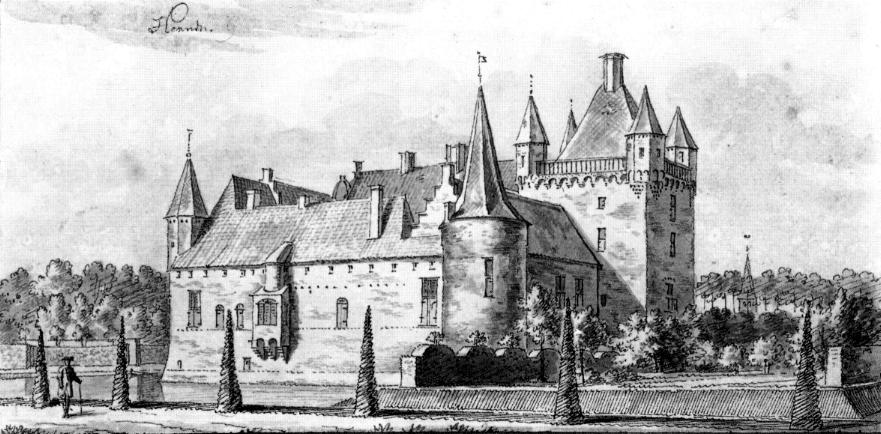
Замок Гернен
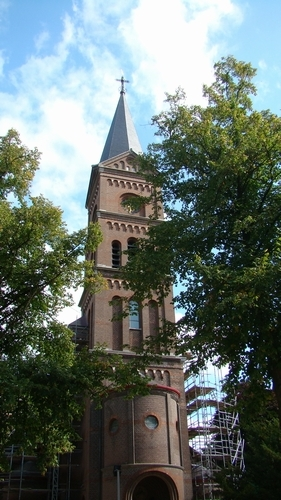
Церква
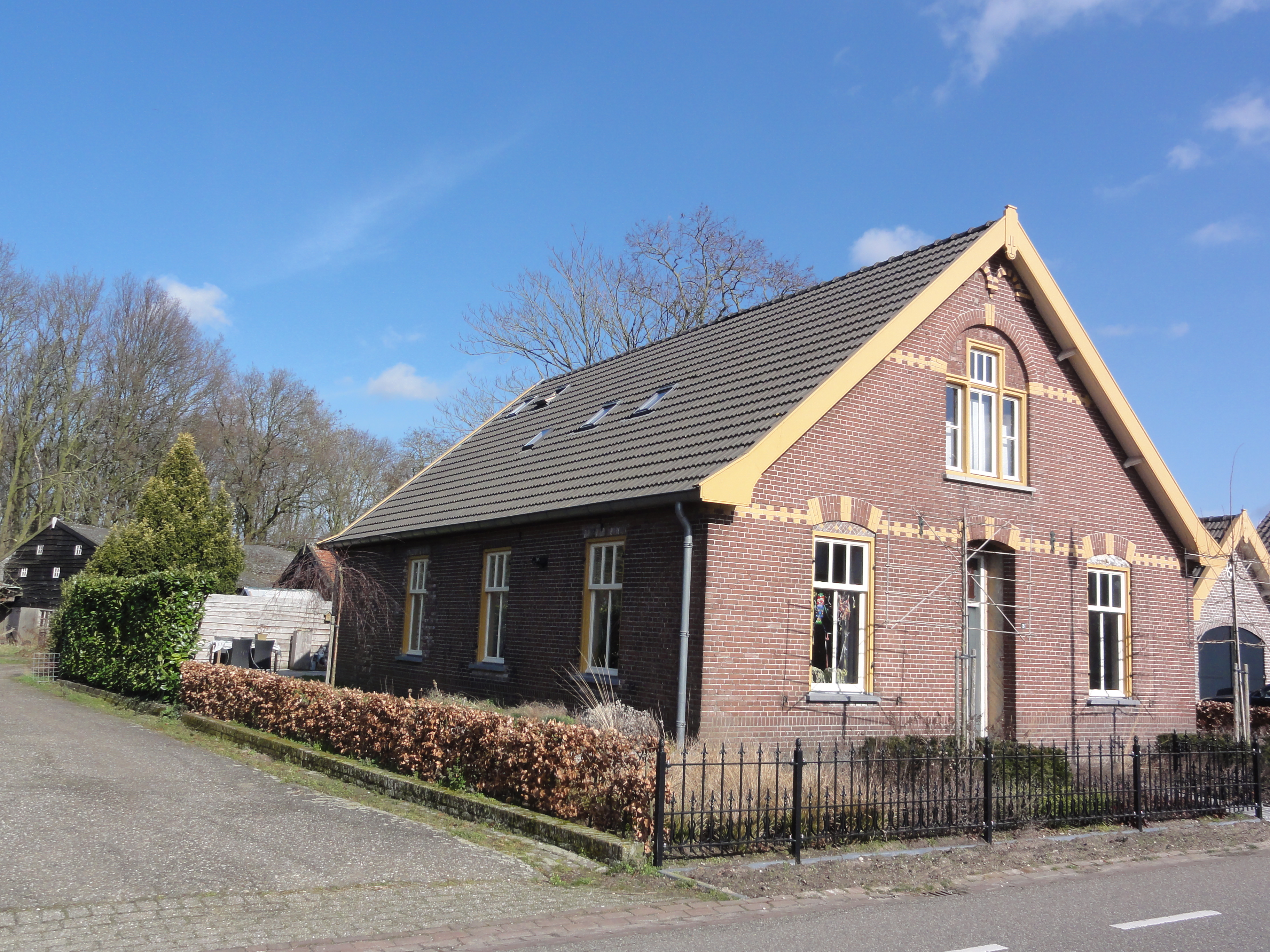
Ферма
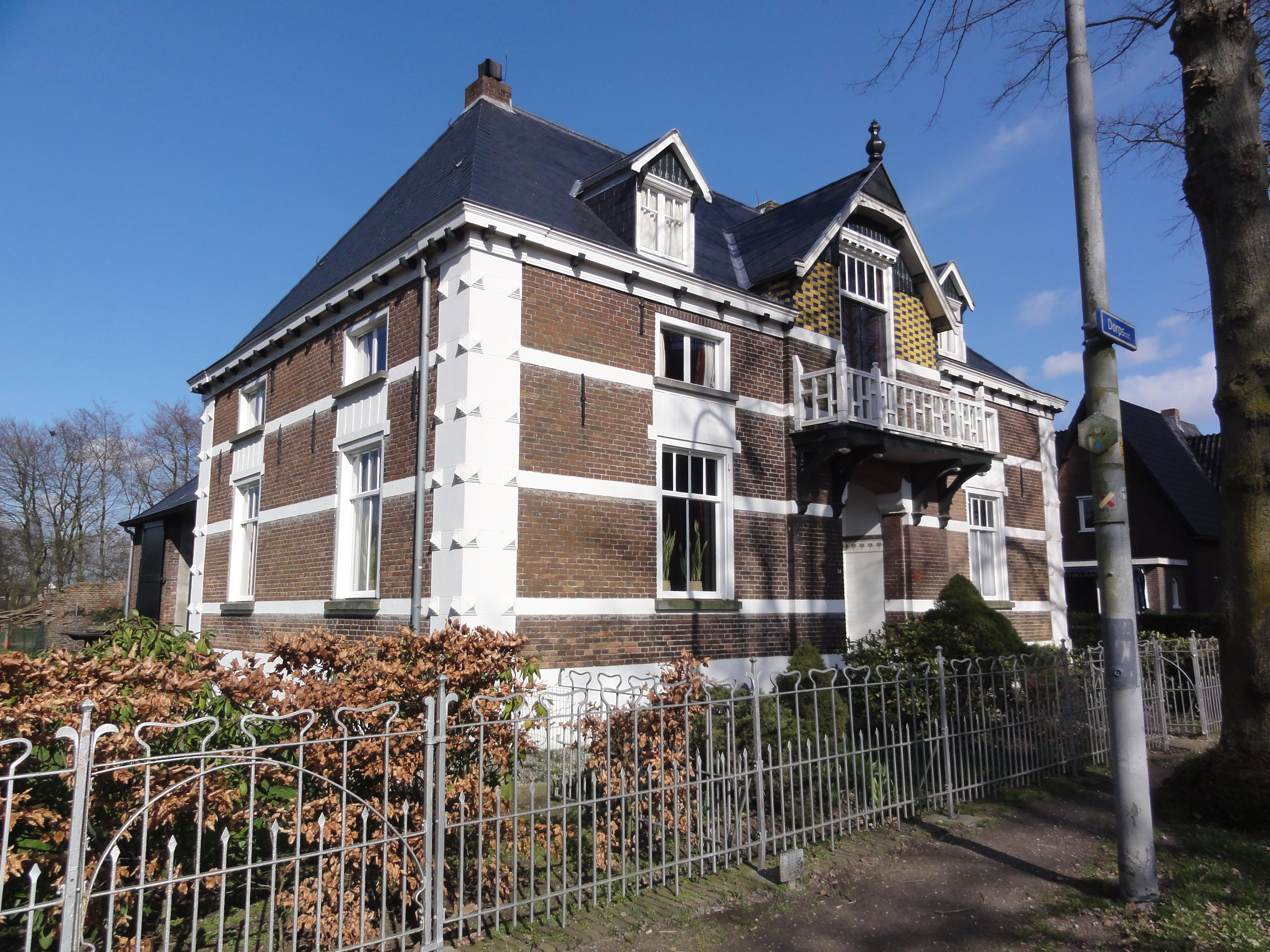
Вілла